# Talpa altaica
Talpa altaica är en däggdjursart som beskrevs av Alexander Nikolsky 1883. Talpa altaica ingår i släktet mullvadar och familjen mullvadsdjur. IUCN kategoriserar arten globalt som livskraftig. Inga underarter finns listade.
Arten blir med svans 13,6 till 20,3 cm lång. Pälsen är huvudsakligen svart men lite längre än hos andra släktmedlemmar och med inslag av brunt på ovansidan. Djuret har de typiska kännetecken för en mullvad med breda framtassar som liknar en skovel, med en naken och köttfärgad nos samt med en kort svans. Arten saknar yttre öron och halsen är nästan osynlig.
Talpa altaica har en diploid kromosomuppsättning med 34 kromosomer (2n= 34).
Denna mullvad förekommer i centrala Ryssland, nordöstra Kazakstan och norra Mongoliet. Habitatet utgörs av skogar med gräs eller mossa som undervegetation. I områden med permafrost föredrar arten strandlinjer av vattendrag och skogsgläntor.
Talpa altaica äter främst daggmaskar samt några insekter och deras larver. Honor parar sig under sommaren och sedan vilar det befruktade ägget en tid så att ungarna föds under nästa vår. En kull har vanligen 3 till 6 ungar. Könsmognaden infaller för honor under samma år och för hannar ett år senare. Mullvaden kan bli fem år gammal.